# Daniel Chesters
Daniel Chesters (Hitchin, 4 de abril de 2002) es un futbolista británico que juega en la demarcación de centrocampista en el Salford City F. C. de la League Two.

## Trayectoria
Tras formarse como futbolista en las categorías inferiores del West Ham United F. C., finalmente el 21 de octubre de 2021 debutó con el primer equipo en la Liga Europa contra el K. R. C. Genk. El encuentro finalizó con un resultado de 3-0 a favor del conjunto británico tras los goles de Craig Dawson, Issa Diop y Jarrod Bowen. En la temporada 2022-23 fue cedido al Colchester United F. C. y en febrero de 2024 al Salford City F. C., equipo en el que posteriormente continuó tras jugar 13 partidos en el tramo final de la campaña.

## Clubes
Actualizado al último partido disputado el 5 de marzo de 2022.
| Club                               | País       | Año       | Partidos | Goles |
| ---------------------------------- | ---------- | --------- | -------- | ----- |
| West Ham United F. C.              | Inglaterra | 2021-2022 | 2        | 0     |
| Colchester United F. C. (préstamo) | Inglaterra | 2022-2023 | 18       | 0     |
| Salford City F. C.                 | Inglaterra | 2024-     | 22       | 0     |